# 스페이스툰
스페이스툰(Spacetoon)은 아랍에미리트 두바이에 본사를 두고 있는 방송사이다. 대한민국에는 2003년 아동용 에듀테인먼트 채널을 지향으로 하는 어린이 애니메이션 방영 케이블·위성방송 채널 사업자로서 개국을 하였다.
슬로건은 "자녀에게 맘놓고 권하는 채널"로서 10세 이하의 어린이와 영유아를 대상으로 한 프로그램을 방영했다. 스페이스툰은 필러물을 약 2만여편 정도 보유하고 있으며, 아동을 위한 환경, 역사, 정보, 예절의 캠페인이 주를 이루었다.
2005년 10월 말 스카이라이프를 통하여 송출이 되었으며, 일부 지역의 케이블TV를 통하여 공급하기도 하였으나 얼마 가지 못하여 단일 채널로서의 대한민국 방송 송출을 그만두었으며 2007년부터 앨리스TV와 매직TV를 통하여 일부 애니메이션 컨텐츠를 공급을 하였으나 낮은 채널 인지도로 인해 2007년 11월 4일부터 방송을 중단하고 2009년 상반기부터 론칭한 뒤 IPTV를 통해 다시 방송을 시작하였으나 2011년에 폐국했다.

## 같이 보기
- 대교어린이TV